# Johan Aagaard
Johan Peter Aagaard (3. maj 1818 i Odense – 22. maj 1879 i København) var en dansk xylograf, bog- og kunsthandler, bror til C.F. Aagaard.
Aagaard kom 1839 som skomagersvend til København, hvor han, for en del under Andreas Flinch, uddannedes til xylograf. Fra 1842-47 udstillede han forskellige træsnit på Charlottenborg.
I 1849 gik han i kompagni med xylograf Axel Kittendorff. Og fra firmaet Kittendorff & Aagaard udgik der nu en række fortjenstfulde, godt illustrerede populære værker vedrørende Nordens historie.
Nævnes kan: Wilhelm Conrad Holst, Felttogene 1848, 49 og 50 (1852); Adam Fabricius, Danmarks Historie for Folket (I-II, 1854-55); Niels Bache, Danmarks, Norges og Sveriges Historie (I-V, 1867-76), ikke at tale om ugebladet For tre Skilling (1855-57), der fortsattes af I Hjemmet (1857-64), samt en Illustreret Almanak (1854-61).
Aagaard har fortjenesten af at have bragt kemitypien til anvendelse i Danmark, hvad der muliggjorde udgivelsen af J.J.A. Worsaaes Afbildninger fra det kgl. Museum for nordiske Oldsager i Kjøbenhavn (1854; 2. forøgede udgave 1859).
Efter Kittendorffs død i 1868 forestod han deres firma alene. 1852 ægtede han Ulrika Gustafva Rydberg, datter af grosserer Carl Rydberg i Sverige. 1876 modtog han Fortjenstmedaljen i guld og blev 1879 Ridder af Dannebrog.
Han er begravet på Frederiksberg Ældre Kirkegård.
- Johan Aagaard på Kunstindeks Danmark/Weilbachs Kunstnerleksikon